# 石橋勇一
石橋 勇一（いしばし ゆういち、1874年〈明治7年〉5月 - 没年不明）は、日本の商人（衣類商）、会社役員、政治家。佐世保市会議員。族籍は長崎県士族。

## 経歴
長崎県士族・石橋常七の長男。1905年、家督を相続。衣類商を営み、日之出商会や、糸山銀行（のち佐世保商業銀行と改称し、佐世保銀行と合併、親和銀行新立）、佐世保商業銀行の取締役などをつとめた。

## 人物
住所は佐世保市島瀬町。

## 家族・親族
石橋家
- 父・常七（長崎士族）[1][5]
- 妻・キシ（1879年 - ?、佐賀、坂本鹿蔵の二女）[1][5]
- 妹[1]
- 弟・權八[1]（1879年 - ?、金融業[3]）
- 子[1][5]